# Arctotherium
Arctotherium is een geslacht van uitgestorven beersoorten, die in het Plioceen en Pleistoceen in Midden- en Zuid-Amerika leefden. Deze beren zijn verwant aan de kortneusbeer (Arctodus simus) en de hedendaagse brilbeer (Tremarctos ornatus).

## Soorten
Het geslacht bestond uit volgende soorten: 
- Arctotherium angustidens (Vroeg-Pleistoceen)
- Arctotherium bonariense (Laat-Pleistoceen)
- Arctotherium tarijense (Laat-Pleistoceen)
- Arctotherium vetustum (Midden-Pleistoceen)
- Arctotherium wingei (Laat-Pleistoceen)

## Vondsten
Lange tijd was Arctotherium alleen bekend uit Zuid-Amerika met fossiele vondsten in Venezuela, Bolivia, Brazilië, Uruguay, Argentinië en Chili. In 2008 zijn in El Salvador gefossileerde tanden gevonden van Arctotherium daterend uit het Plioceen. De vondst van onder andere meerdere schedels in een grottensysteem in Yucatán toont aan dat A. wingei tot in noordelijk Midden-Amerika voorkwam.

## Kenmerken
De Arctotherium-soorten waren omnivoren met een ontwikkeling van meer carnivoor (A. angustidens) naar meer herbivoor (A. wingei). De verschillende soorten varieerden sterk in grootte. A. angustidens was met een geschat gewicht van 1600 tot 1750 kilogram de grootst bekende beer ooit. De latere soorten waren beduidend kleiner. A. tarijense bereikte met een gewicht van 200 tot 400 kilogram het formaat van een hedendaagse ijsbeer. A. wingei was met een gewicht van 100 tot 150 kilogram ongeveer zo groot als een brilbeer.

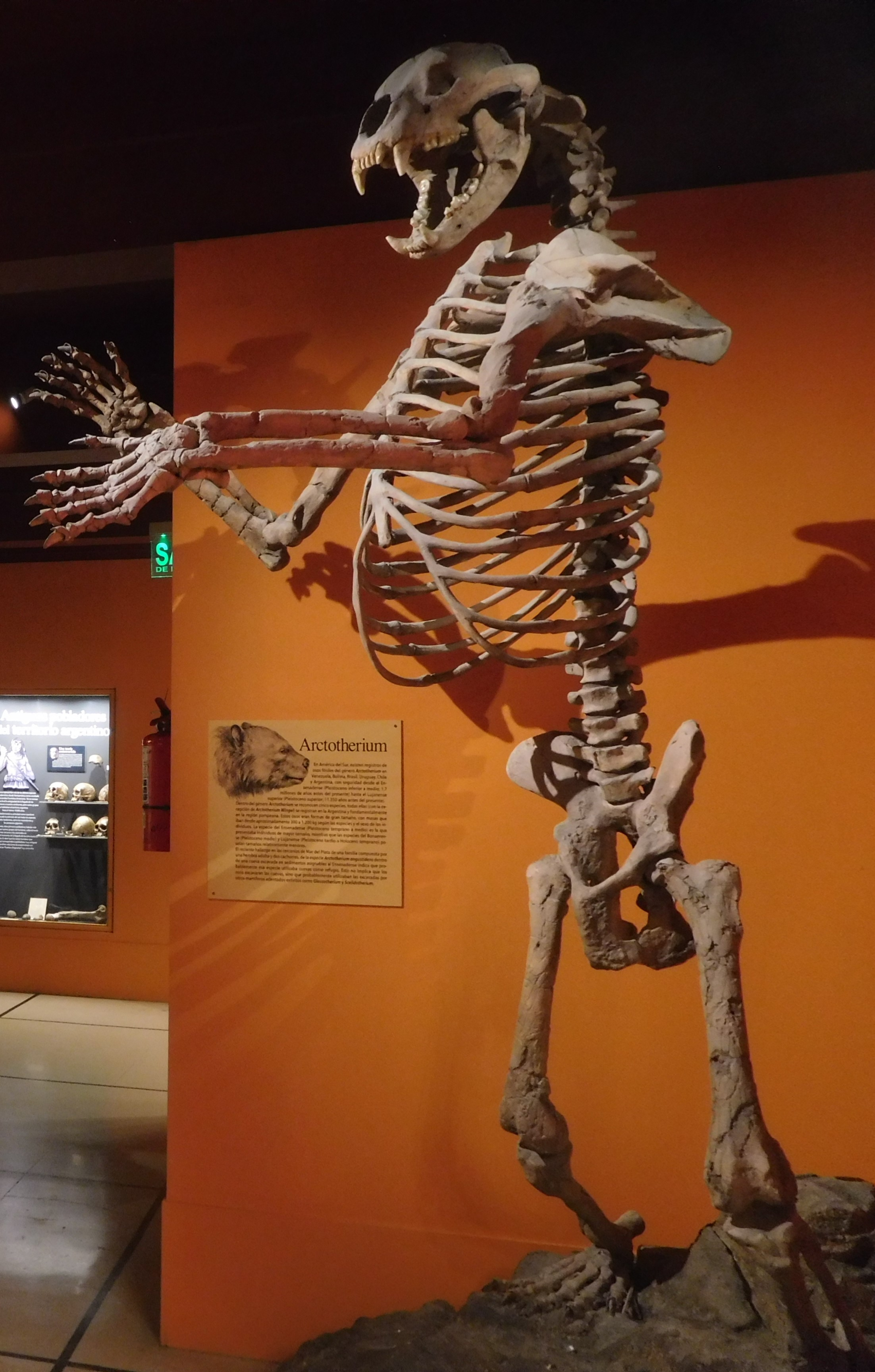
Skelet van Arctotherium in het Museo Argentino de Ciencias Naturales Bernardino Rivadavia in Buenos Aires.

Formaat van Arctotherium angustidens ten opzichte van een mens.